# Canon EOS 500D
A Canon EOS 500D (também chamada de Rebel T1i) é uma câmera fotográfica DSLR lançada em março de 2009 pela Canon.